# 国分 (柏原市)
国分（こくぶ）は、大阪府柏原市内の一地域。
柏原市の南東部に位置し、柏原市の前身である中河内郡柏原町と合併する前の南河内郡国分町の東側の地域である。
現在の住所表記では、国分本町、国分西、国分市場、国分東条町（こくぶひがんじょうちょう）、田辺、旭ケ丘の一部の各地域に該当する。

## 歴史・概要

### 近代以前
（日本 > 畿内 > 河内国 > 安宿部郡 > 国分村）
このあたりは古来より難波・河内国府と平城京・飛鳥とを結ぶ官道・古代道路の中継地点として栄えた。そのひとつである「長尾街道」の経由地であり、「竜田越え道」とも交わっている。河内国府からも近く、飛鳥時代後期（7世紀後半）には東条に大きな仏教寺院が建てられ、それが後に河内国分寺として改修されたといわれている。
しかし平安京遷都以降は京と国府を結ぶ道路の経路から外れたことにより寂れ、国分寺もいつしか廃寺となった。しかし国分寺があったことは、現在まで「国分」の地名として残った。国分東条町には河内国分寺塔跡があり、付近には21世紀に再興された河内国分寺がある。
近世以降、大坂との間に「国分舟」と呼ばれる船運が開始されると、現在の国豊橋あたりに船着場が設けられた。その西に町が開かれ、「新町」とよばれた。
近代以前には「国分」「六軒」「田辺」「東条」の四つの集落が存在した。

### 近代以降
（日本 > 大阪府 > 南河内郡 > 国分村 → 国分町）
- 1870年 大和川対岸の高井田村との間に「国豊橋」が架設された。

- 1889年4月1日 町村制施行に伴い、安宿部郡国分村単独で自治体としての国分村が成立。
- 1896年4月1日 郡の統廃合により、南河内郡に属する。
  - 1927年7月1日 大阪電気軌道 恩智〜高田間開通と同時に国分停車場が開業。
- 1931年4月1日 南河内郡玉手村と合併し、改めて国分村となる。
- 1936年2月21日 - 河内大和地震が発生。揺れにより土塚山の採石場斜面が崩壊して死者1人、重傷者2人。村内の建物にも被害多数[1]。
- 1941年4月1日 町制を施行し、国分町となる。
- 1956年9月30日 中河内郡柏原町と合併し、柏原町の一地域となる。

## 地理
柏原市の南東部、おおむね大和川の南、原川の東に位置する。地域の北西端付近に平地があり、古来から交通の要所となって町として発展してきた。現在は北の柏原とともに柏原市の中心地のひとつとなっている。

### 交通
高速道路
- 西名阪自動車道
  - 柏原インターチェンジ

主な道路
- 国道25号
- 国道165号
- 主要地方道堺大和高田線

3者は国分駅前で合流・分岐する。
- 大阪府道27号柏原駒ヶ谷千早赤阪線

鉄道
- 近鉄大阪線
  - 河内国分駅
  - 大阪教育大前駅

※2008年現在、公共交通機関としてのバスは廃れてしまった。

## 地域

### 国分本町、国分西、国分市場
かつての「国分」「六軒」地域一帯であり、現在の国分地区の中心地。
主な施設、旧跡
- （国分本町1〜7丁目）
  - 近鉄大阪線 河内国分駅
  - ライフ国分店
  - 柏原市役所国分出張所
  - 柏原市立国分中学校
  - 柏原市立国分小学校
  - 柏原国分本町郵便局

- （国分西1,2丁目）

- （国分市場1,2丁目）
  - 国分神社
  - 松岳山古墳
  - 芝山衛生センター

### 国分東条町
かつて「東条」と呼ばれた一帯。
主な施設、旧跡
- 柏原市立国分東小学校
- 河内国分寺跡
- 杜本神社

延喜式神名帳に記載されている、二座ある杜本神社のうちの一座。国分寺跡の近くにある。
- ジェイテクト（旧光洋精工）研究開発センター、軸受事業本部、国分工場
- 柏原国分東条郵便局
- 東条工業団地

### 田辺、旭ケ丘
かつて「田辺」と呼ばれた一帯である。国道165号・近鉄線沿線、原川沿岸付近を除いて丘陵地帯となっている。
田辺地区と旭ケ丘3丁目とは近鉄線で分断され、かつ地形上、自動車の通る踏切・立体交差が設置困難なため、両地区との行き来は不便である。
主な施設、旧跡
- （田辺1,2丁目）
  - 春日神社

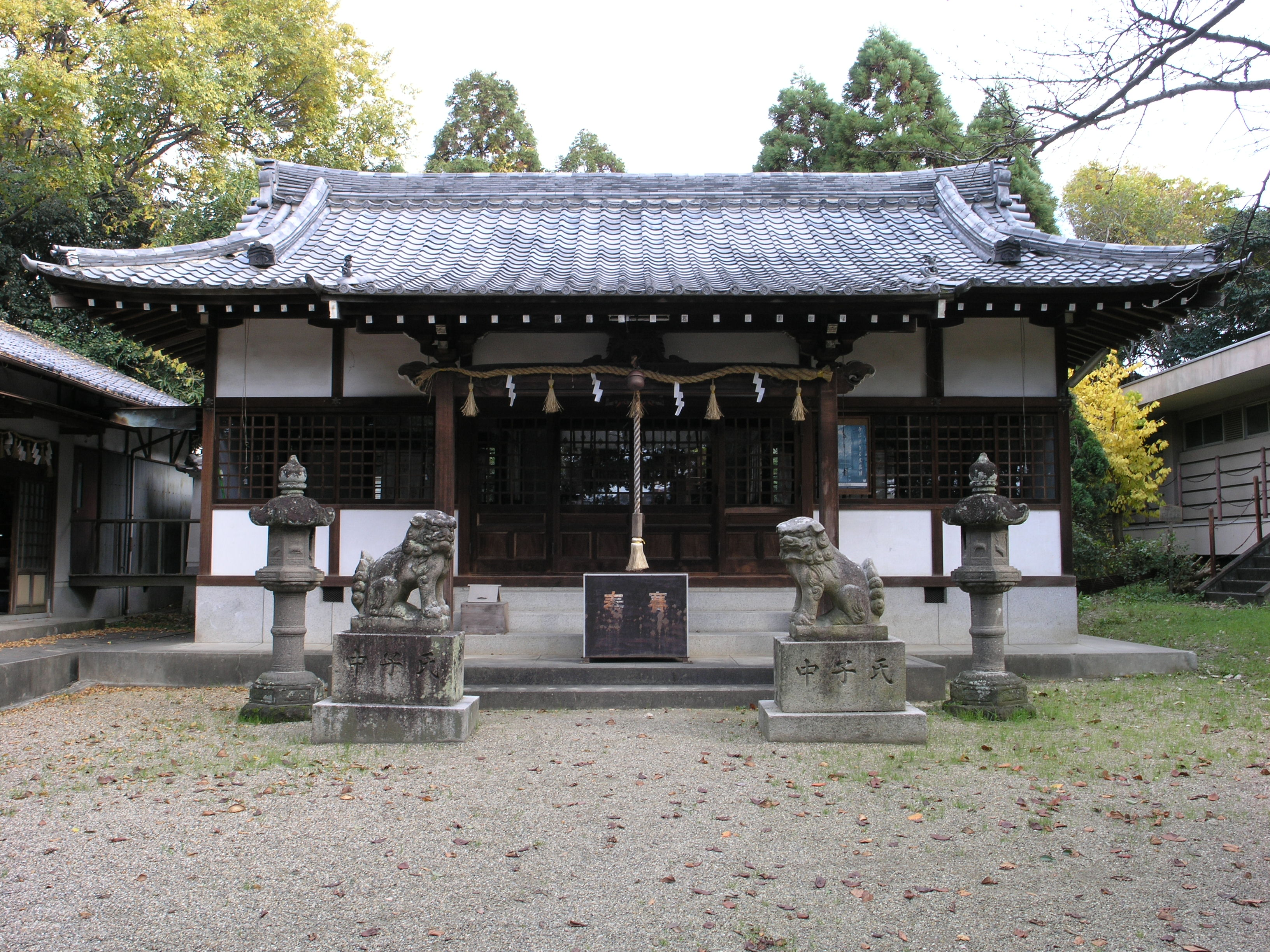
春日神社拝殿
右に見えるのが田辺廃寺跡出土品の収蔵庫

    - 田辺廃寺跡 - 奈良時代（8世紀）の寺院跡。国の史跡に指定。春日神社の境内一帯からかつて存在した薬師寺式伽藍配置の寺院遺構が出土しており、神社本殿・拝殿の南側の収蔵庫に出土品が保管されている。

  - 西名阪自動車道 柏原IC

大阪方面への片方向の出入口。柏原市内へのアクセスにはあまり便利ではなく、隣の藤井寺ICのほうが便利である。
- （旭ケ丘3,4丁目）
  - 近鉄大阪線 大阪教育大前駅
  - 西名阪自動車道 柏原本線料金所
  - 大阪教育大学 柏原キャンパス
  - 関西福祉科学大学
    - 関西福祉科学大学高等学校

  - 関西女子短期大学
  - 柏原市立旭ケ丘小学校
  - 柏原旭ケ丘郵便局